# 筑紫台高校いじめ自殺事件
筑紫台高校いじめ自殺事件（ちくしだいこうこういじめじさつじけん）は、日本で起きたいじめ自殺事件。

## 概要
自殺することとなる筑紫台高等学校に通う生徒は、2012年の2学期ごろから身体的特徴をからかわれるようになる。2013年の2学期ごろから複数の同級生に殴る蹴るのいじめを受けるようになる。2013年11月14日に福岡県春日市の自宅のマンションから飛び降りて自殺した。いじめをしていた同級生の名前や、絶対に許さないと書かれたメモが残されていた。
2014年2月13日に学校はいじめ防止対策推進法に基づいて第三者調査委員会を設置し、いじめと自殺の因果関係を調べる。遺族は事前に協議をせずに人選したことに不満を持ち、4月1日に遺族が推薦する弁護士を委員に加えるように要望して追加される。2015年3月第三者委員会は、いじめがあったことを認め、自殺はいじめとの因果関係が明白に認められるとする報告書をまとめる。この報告書によれば高校2年生の5月から自殺直前までいじめを受けており、されていたことの14件がいじめと認定された。2年生の6月に自殺未遂をしており、学校側は認識していたものの具体的な対応は取っていなかった。自殺直前には毎日のように殴られていた。
遺族は2016年10月に同級生8人と学校法人筑紫台学園を提訴する。いじめをしていた同級生とは和解が成立して、賠償金の支払いや謝罪が行われていた。だが学校側はいじめは無かったと主張する。2021年1月22日に福岡地方裁判所でこの裁判の判決が下される。そこでは裁判長はいじめによる自殺と認め、学校側がいじめを防ぐ義務を怠っていたとして賠償金の支払いを命じる。教諭は実際に生徒がいじめられていることを確認していたものの、校内で情報共有や調査をせず、生徒に対する安全配慮義務を果たしていなかったことを指摘した。
2021年9月30日に福岡高等裁判所でこの事件の控訴審判決が下される。そこでは裁判長は、いじめと自殺との因果関係や、学校の責任を認める。この生徒は高校卒業後に専門学校に入学予定であったことから、生涯で得られただろう収入も考慮して、一審判決よりも多額の賠償金の支払いを命じた。この生徒は以前に自殺未遂をしており、この時にできた首のあざを担任教諭は確認しており、このことからいじめによる自殺を図ることを予見できたと指摘。学校がいじめへの対応のマニュアルに従い、情報収集や教員間での情報共有や生徒への心理的なケアをしていれば自殺を回避することは可能だったと安全配慮義務違反を認定した。